# Desmia albisectalis
Desmia albisectalis là một loài bướm đêm trong họ Crambidae.